# Comuna Markivka, Tomașpil
Markivka (în ucraineană Марківка) este o comună în raionul Tomașpil, regiunea Vinnița, Ucraina, formată din satele Antopil și Markivka (reședința).

## Demografie
Componența lingvistică a satului Markivka
     Ucraineană (97,48%)
     Rusă (1,31%)
     Română (1,11%)
Conform recensământului din 2001, majoritatea populației satului Markivka era vorbitoare de ucraineană (97,48%), existând în minoritate și vorbitori de rusă (1,31%) și română (1,11%).